# Видигал, Андре
Андре Филипе Кунья Видигал (порт. André Filipe Cunha Vidigal; род. 17 августа 1998, Элваш) — португальский футболист, полузащитник английского клуба «Сток Сити».

## Клубная карьера
Видигал — воспитанник клубов «Элваш» и «Академика». 8 января 2017 года в матче против дублёров «Порту» он дебютировал в Сегунда лиге в составе последних. Летом 2017 года Видигал на правах аренды перешёл в ситтардскую «Фортуну». 18 августа в матче против «Дордрехта» он дебютировал в Эрстедивизи. В этом же поединке Андре забил свой первый гол за «Фортуну». В матчах против «Телстар» и «Алмере Сити» Видигал сделал по хет-трику. По окончании аренды клуб выкупил трансфер игрока. По итогам сезона Андре помог команде выйти в элиту. 18 августа 2018 года в матче против «ПСВ» он дебютировал в Эредивизи.
В начале 2019 года Видигал был арендован кипрским АПОЭЛом. 10 февраля в матче против «Эносиса» он дебютировал в чемпионате Кипра. В этом же поединке Андре забил свой первый гол за АПОЭЛ. По итогам сезона он помог команде выиграть чемпионат.
Летом 2020 года Видигал на правах аренды перешёл в «Эшторил-Прая». 10 сентября в матче против «Ароки» он дебютировал за новую команду. В этом же поединке Андре забил свой первый гол за «Эшторил-Прая». Летом 2021 года Видигал перешёл в «Маритиму». подписав контракт на 3 года. 7 августа в матче против «Браги» он дебютировал в Сангриш лиге. 16 августа в поединке против «Белененсеш САД» Андре забил свой первый гол за «Маритиму».

## Достижения
Клубные
 АПОЭЛ
- Победитель чемпионата Кипра — 2018/2019
- Обладатель Суперкубка Кипра — 2019